# Ружанна (Лодзинське воєводство)
Ружанна (пол. Różanna) — село в Польщі, у гміні Опочно Опочинського повіту Лодзинського воєводства.
Населення — 395 осіб (2011).
У 1975-1998 роках село належало до Пйотрковського воєводства.

## Демографія
Демографічна структура станом на 31 березня 2011 року:
|          | Загалом | Допрацездатний вік | Працездатний вік | Постпрацездатний вік |
| -------- | ------- | ------------------ | ---------------- | -------------------- |
| Чоловіки | 206     | 42                 | 144              | 20                   |
| Жінки    | 189     | 48                 | 106              | 35                   |
| Разом    | 395     | 90                 | 250              | 55                   |